# Ulopeza fuscomarginalis
Ulopeza fuscomarginalis là một loài bướm đêm trong họ Crambidae.